# 330634 Boico
330634 Boico è un asteroide della fascia principale. Scoperto nel 2008, presenta un'orbita caratterizzata da un semiasse maggiore pari a 2,4221707 UA e da un'eccentricità di 0,0723882, inclinata di 4,44951° rispetto all'eclittica.